# Dawit Surabischwili
Dawit Surabischwili (georgisch დავით ზურაბიშვილი; * 16. März 1957 in Tiflis) ist ein georgischer parteiloser Politiker. Er ist Abgeordneter des georgischen Parlaments und Vorsitzender der Fraktion Demokratische Front.

## Leben
Surabischwili studierte Volkswirtschaftslehre an der Staatlichen Universität Tiflis. 1996 war er neben Lewan Ramischwili, Giwi Targamadse und Giga Bokeria Mitbegründer und Analyst des Freiheitsinstituts in Tiflis, das sich zunächst gegen ein Verbot des Privatsenders Rustawi 2 einsetzte. Später arbeitete es gegen Korruption und unterstützte die Regierung bei der Ausarbeitung von Rechtsreformen in Georgien.
Surabischwili beteiligte sich an der georgischen Rosenrevolution, die zum Rücktritt Präsident Schewardnadses führte. Mit dem Regisseur Giorgi Chaindrawa, dem Schriftsteller Dawit Turaschwili und seinem Kollegen vom Freiheitsinstitut, Giga Bokeria, bildete er am 10. November 2003 ein Komitee für zivilen Widerstand, das in Universitäten, Organisationen und der Provinz für Maßnahmen gegen die Regierung warb.
Am 28. März 2004 wurde er auf der Liste der Nationalen Bewegung - Demokraten (NMD) als Abgeordneter in das georgische Parlament gewählt, wurde stellvertretender NMD-Fraktionsvorsitzender der Parlamentsfraktion und stellvertretender Vorsitzender des parlamentarischen Ausschusses für Bildung, Kultur und Wissenschaft.
Im Oktober 2005 verließ er die NMD-Fraktion, nannte Präsident Micheil Saakaschwili einen Tagträumer, der die Demokratie und Wirtschaft des Landes nicht voranbringe. Gemeinsam mit Parlamentariern der Konservativen Partei und der Republikanischen Partei Georgiens gründete er die Oppositionsfraktion Demokratische Front. Sie zählt inzwischen 15 Abgeordnete.
Surabischwili ist verheiratet und hat zwei Kinder. Mit der früheren Außenministerin Salome Surabischwili ist er nicht verwandt, steht ihr politisch ablehnend gegenüber.